# Yūta Togashi
Yūta Togashi (japanisch 富樫 佑太 Togashi Yūta; * 18. Dezember 1995 in der Präfektur Tokio) ist ein japanischer Fußballspieler.

## Karriere
Togashi erlernte das Fußballspielen in der Schulmannschaft der Kokugakuin Kugayama High School. Seinen ersten Vertrag unterschrieb er 2015 beim FC Ryūkyū. 2015 wechselte er zu FC Ryūkyū. Der Verein aus der Präfektur Okinawa spielte in der dritten japanischen Liga, der J3 League. Für den Verein absolvierte er 86 Ligaspiele. 2019 wechselte er nach Gifu zum Zweitligisten FC Gifu. Am Ende der Saison 2019 stieg der Verein in die dritte Liga ab. Nach insgesamt 60 Ligaspielen wechselte er zu Beginn der Saison 2023 zum ebenfalls in der dritten Liga spielenden Gainare Tottori.